# Otto Margulies (Alpinist)

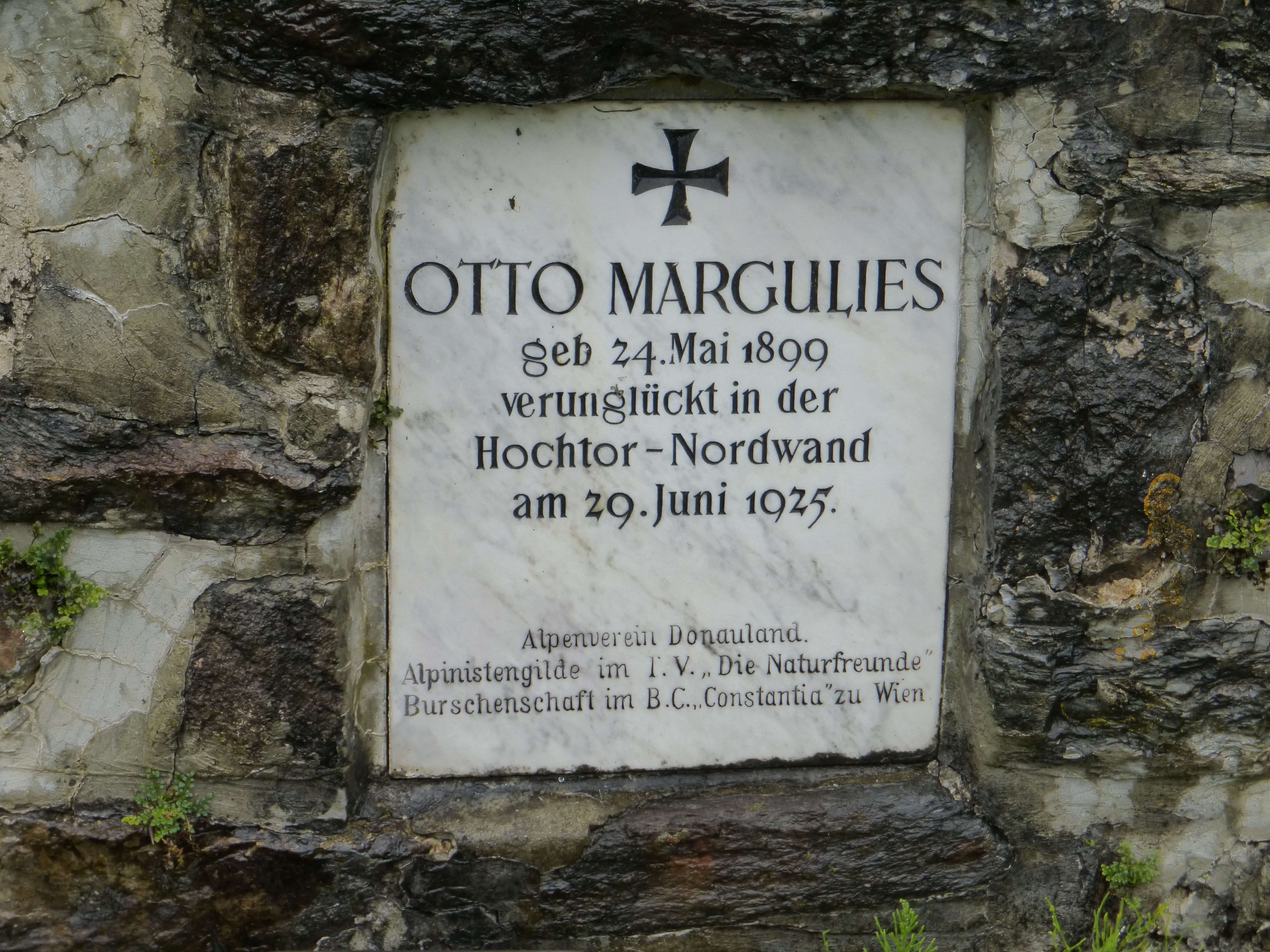
Grab Otto Margulies

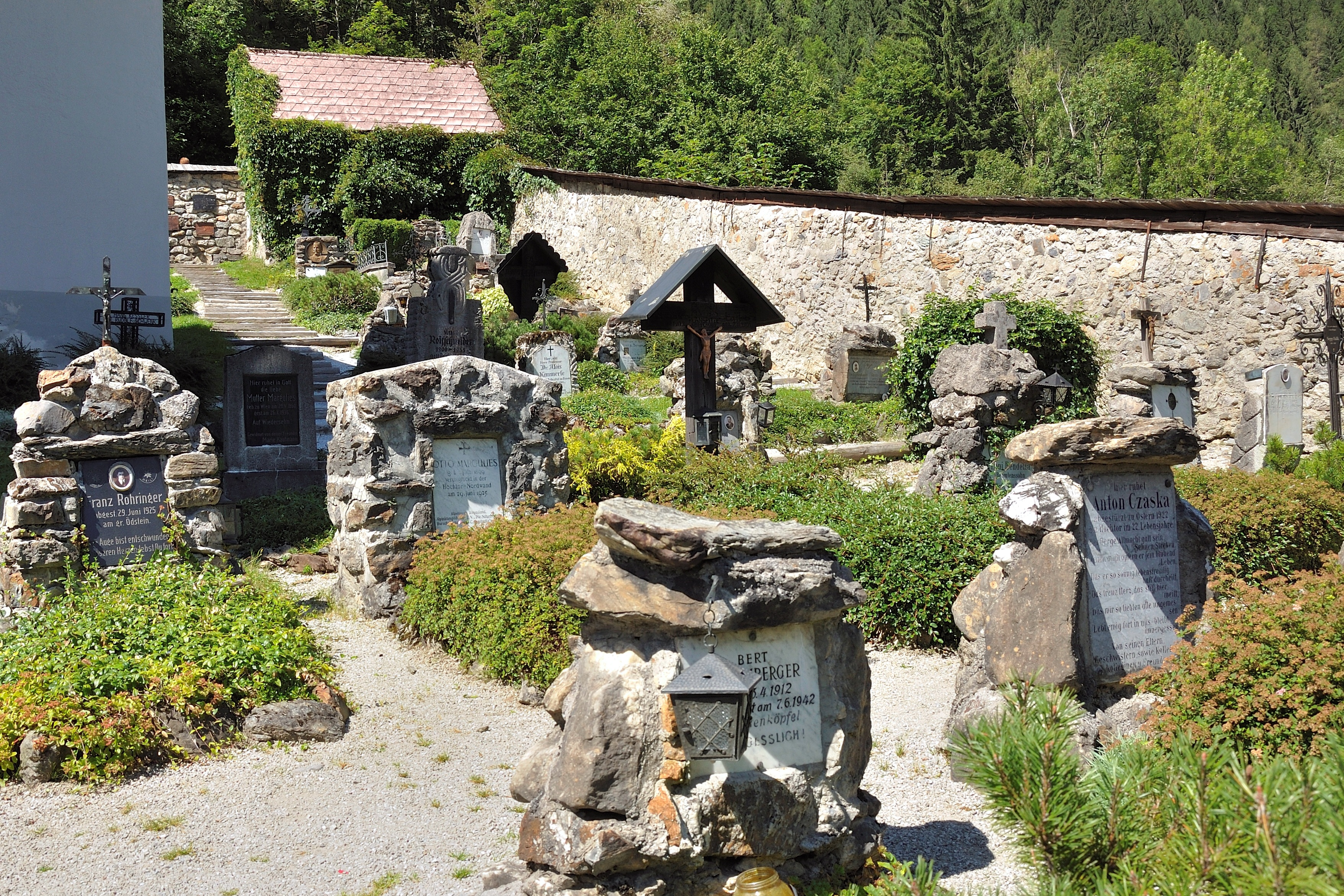
Der Bergsteigerfriedhof Johnsbach (2012); das Grab von Otto Margulies ist das zweite (in der Mitte) von links; das seiner Mutter liegt gleich dahinter

Othmar „Otto“ Margulies (* 24. Mai 1899 in Wien, Österreich-Ungarn; † 28. oder 29. Juni 1925 in der Hochtor-Nordwand, Gesäuse, Österreich) war ein österreichischer Alpinist. Er gilt als ein Pionier des Behindertenbergsteigens.

## Leben
Otto Margulies wurde am 24. Mai 1899 als Sohn des Privatbeamten Ulrich Margulies (* 27. Dezember 1858 in Skalat, Königreich Galizien und Lodomerien; † 14. April 1918 in Wien, Cisleithanien) und dessen Ehefrau Rosa Margulies (* 29. Mai 1860 in Wien; † 26. Oktober 1935) in Wien geboren und wurde evangelisch-lutherisch getauft. Bereits als Kind wurde er von seiner Mutter sportlich gefördert und begann ab seinem 13. Lebensjahr mit dem Bergsteigen, wobei er bereits zu dieser Zeit schwierige Bergfahrten unternahm. In seiner Jugend, vor allem ab 1915, galt Margulies als begeisterter Turner, Sportler und Bergsteiger. Nachdem er im Jahre 1917 vorzeitig die Matura am Elisabeth-Gymnasium, dem heutigen Rainergymnasium, im 5. Wiener Gemeindebezirk Margareten ablegte, rückte er daraufhin als Kriegsfreiwilliger zum k.u.k. Gebirgsartillerie-Regiment Nr. 2 in Payerbach ein. Bereits im Oktober desselben Jahres stürzte Margulies während einer Tour auf der Rax vom Wiener Neustädter Steig an der hinteren Loswand ab und zog sich eine schwere Beinverletzung zu. Vermutlich aufgrund eines Behandlungsfehlers musste sein Bein in weiterer Folge amputiert werden.
Daraufhin belegte Margulies von 1919 bis 1923 Lehrveranstaltungen aus Chemie, Germanistik, Psychologie, Pädagogik und Philosophie an der Universität Wien, wurde Mitglied der Burschenschaft Constantia und arbeitete daneben als Bankbeamter bei der Österreichischen Credit-Anstalt für Handel und Gewerbe. Bereits zu dieser Zeit gewann er durch ein unermüdliches Training seine sportlichen Fertigkeiten zurück und begann mit der Entwicklung, angepasst an seine eigenen Möglichkeiten als Prothesenträger, eigene Techniken zur Bewältigung alpinen Terrains. Des Weiteren entwickelte er auch eigene Techniken für das Skifahren für Prothesenträger. Darüber hinaus betätigte er sich auch als Schwimmer und Kunstspringer beim Schwimmklub Austria in Wien und war außerdem als Fechter aktiv. Im Jahre 1920 trat er der Sektion Bayerland des Deutschen und Österreichischen Alpenvereins, kurz DÖAV, bei. Ein Jahr später schloss er sich der als Reaktion auf die antisemitische Ausrichtung des DÖAV gegründeten Sektion Donauland an und trat fortan als deren Ausschussmitglied und 2. Schriftführer in Erscheinung. Des Weiteren gehörte Margulies den Naturfreunden an und war in deren Alpinistengilde aktiv. Trotz seiner körperlichen Einschränkungen erbrachte er beachtliche alpinistische Leistungen, wobei ihm als Prothesenträger sogar Erstbesteigungen gelangen. Seine Bergfahrten führten ihn unter anderem in die Silvrettagruppe (Dreiländerspitze), in die Verwallgruppe (Seekopf), in die Goldberggruppe (Sonnblick), sowie in die Mont-Blanc-Gruppe (Dent du Géant, Pointe Helbronner, Grand Flambeau).
Zu den Erstbesteigungen zählen unter anderem die Totenköpfl-Südostwand am Admonter Reichenstein im Gesäuse (1920), die Sommerstein-Nordwand im Süden des Steinernen Meeres in den Berchtesgadener Alpen (1920) oder der Hohenwartkopf-Südgrat in der Glocknergruppe (1924). Als Alleingeher bzw. Führer erreichte Margulies dreißig Gipfel über 3.000 Meter, wobei er aufgrund seiner körperlichen Einschränkung hauptsächlich Kletterrouten wählte. Seine Tourpartner waren unter anderem Karl Hanns Richter, ein Geologe und Apotheker aus Wien, oder Hans Eitelberger. Darüber hinaus trat Margulies auch als Verfasser von Tourenberichten in Erscheinung und bemühte sich stets, insbesondere die Gruppe der Kriegsinvaliden zu alpinsportlicher Betätigung zu ermutigen. Aus diesem Grund kann er heute als Pionier des Behindertensports, dabei vor allem des Behindertenbergsteigens, gelten. Am 28. bzw. 29. Juli 1925 befand er sich zusammen mit seinen Bergkameraden Ernst Glattau, Hans Spiegler und Franz Wegscheider auf der Jahn-Zimmer-Route der Hochtor-Nordwand in den Ennstaler Alpen im Gesäuse, als er zusammen mit seinen drei Kameraden bei einem plötzlichen Wettersturz zu Tode kam. In weiterer Folge wurden zumindest Margulies und Wegscheider am Bergsteigerfriedhof Johnsbach begraben. Auch drei andere Bergsteiger, die beim gleichen Wettersturz in den Ennstaler Alpen ums Leben kamen, wurden hier begraben. Noch heute erinnert eine Gedenktafel westlich vom Hochtorgipfel mit der Aufschrift an die vier verstorbenen Bergsteiger:

„Dem Gedenken der Bergkameraden
Franz Wegscheider, Stud. Phil.,
und Ernst Glattau, Bankbeamter, gewidmet,
welche auf der Jahn-Zimmer-Route der Hochtor-Nordwand,
mit ihren Gefährten Otto Margulies und Hans Spiegler
am 28. Juni 1925 den Bergtod fanden.“